# ThumbsPlus
ThumbsPlus é um programa de criação de thumbnails e edição de imagem, contando com um eleogiado sistema de conversão de arquivos.